# حرب التحالف الخامس
تصف حرب التحالف الخامس الصراع الأوروبي الذي اندلع في 1809 كجزء من الحروب النابليونية وحروب التحالف. وقعت الأحداث العظام للصراع في أوروبا الوسطى بين الإمبراطورية النمساوية في عهد فرانتس الثاني والإمبراطورية الفرنسية الأولى التي أنشأها نابليون بونابرت. حارب إلى جانب فرنسا دولها العميلة: مملكة إيطاليا واتحاد الراين ودوقية وارسو، بينما حارب إلى جانب النمسا التحالف الخامس المكون من المملكة المتحدة والبرتغال وإسبانيا ومملكة سردينيا ومملكة صقلية، وإن لم تشارك الأخرتان في أي من أعمال القتال. كان قوام الجيش الفرنسي منشغلا في حرب الاستقلال الإسبانية ضد بريطانيا وإسبانيا والبرتغال في مطلع عام 1809، ومع احتدام القتال سحبت فرنسا 108000 جندي من ألمانيا إلى إسبانيا. رأت النمسا الفرصة مواتية فهاجمت فرنسا سعيًا لاسترداد الأراضي التي خسرتها في حرب التحالف الثالث. أمل النمساويون أن تحارب بروسيا إلى جانبهم بعد أن تجرعوا الهزيمة على يد فرنسا، لكن بروسيا آثرت البقاء على الحياد.
عبرت القوات النمساوية حدود بافاريا –إحدي دول فرنسا التابعة- تحت قيادة الأرشيدوق كارل في العاشر من أبريل 1809، فكان الرد الفرنسي بقيادة لويس ألكسندر برتييه بأمر من نابليون عند وصوله في السابع عشر من أبريل. قاد نابليون قواته إلى لاندسهوت في محاولة للالتفاف حول النمساويين والإجهاز على مؤخرة جيشهم. عبر كارل الدانوب قرب ريغنسبورغ لينسحب شرقا، لكنه فشل في الوصول إلى العاصمة النمساوية فيينا قبل الفرنسيين. نجح النمساويون في دفع هجوم فرنسي عبر الدانوب في 21-22 مايو في معركة أسبيرن-إيسلينج، لكنهم فشلوا في دفع هجوم آخر في يوليو. حقق نابليون انتصارًا كبيرًا في معركة فاغرام في السادس من يوليو، وأجبر النمساويين على توقيع معاهدة زنايم في الثاني عشر من يوليو. باءت محاولات النمساويين في غزو دوقية وارسو ومملكة ساكسونيا بالفشل ودُفعوا خارج أراضيهم في إيطاليا. نجحت البريطانيون في إنزال قواتهم في فالشيرين في المملكة الهولندية –إحدى دول فرنسا التابعة- لكنهم فشلوا في تحقيق هدف الحملة بالاستيلاء على أنتويرب فانسحبوا لاحقا.
انتهت الحرب بتوقيع معاهدة شونبرون التي كانت قاسية على النمسا، إذ خسرت موانئها على المتوسط وعشرين بالمائة من سكانها. ورغم انتصار فرنسا في الحرب، فقد أثبتت هزيمة نابليون في أسبيرن-إيسلينج إمكانية هزيمة نابليون في الميدان. أدت الحرب إلى ثورة تايرول وثورة غوتشير وثورات أخرى في إيطاليا والتي تنبأت –رغم قمعها- بظهور المزيد من الثورات القومية المعادية لفرنسا. بتوقيع معاهدة شونبرون أصبحت النمسا حليفة لفرنسا، وتأكد ذلك بزواج نابليون من أميرة النمسا ماري لويز.

## خلفية
تورطت أوروبا في الحرب عام 1809، مما وضع فرنسا الثورية ضد سلسلة من التحالفات في حروب التحالف بشكل مستمر منذ عام 1792. أعقب معاهدة أميان المبرمة في مارس عام 1802 سلامًا قصيرًا قبل تدهور العلاقات البريطانية الفرنسية، مما أدى إلى حرب التحالف الثالث في مايو من عام 1803. انضمت السويد إلى بريطانيا في تحالفها عام 1804 وروسيا والنمسا عام 1805. غزا الجيش الكبير الفرنسي في أغسطس من عام ،1805 ألمانيا بقوة بلغت 200.000 رجل، على أمل هزيمة النمسا قبل أن تتدخل القوات الروسية. نجح الإمبراطور الفرنسي نابليون في تحريك جيشه إلى الخلف النمساوي وهزمهم في معركة أولم، التي دارت رحاها في الفترة بين 15 وحتى 20 أكتوبر. استُولي على العاصمة النمساوية فيينا وهُزم الجيش الروسي النمساوي بشكل حاسم في 2 ديسمبر في معركة أوسترليتز. انتهى صلح برسبورغ الذي وُقع بعد ذلك بفترة بمشاركة نمسا في الحرب.
تسبب معركة أوسترليتز بتحول كبير في ميزان القوى الأوروبي. شعرت بروسيا بأنها مهددة في المنطقة، فأعلنت الحرب ضد فرنسا إلى جانب روسيا في حرب التحالف الرابع عام 1806. بعد الانتصارات الفرنسية في معركة يينا ومعركة أورشتات في 14 أكتوبر، احتلت فرنسا العاصمة البروسية برلين. غزت فرنسا بولندا في نوفمبر، إذ تمركزت القوات الروسية واحتلت وارسو. تحاربت الجيوش الروسية والفرنسية في فبراير من عام 1807، في معركة آيلاو العنيفة وغير الحاسمة. بلغ الحراك ذروته في بولندا في 14 يونيو من عام 1807 عندما هزم الفرنسيون الروس في معركة فريدلند. جعلت معاهدات تيليست في يوليو، من فرنسا قوة مهيمنة في أوروبا الغربية، مع العديد من الدول العميلة مثل دوقية وارسو.

### حرب الاستقلال الإسبانية

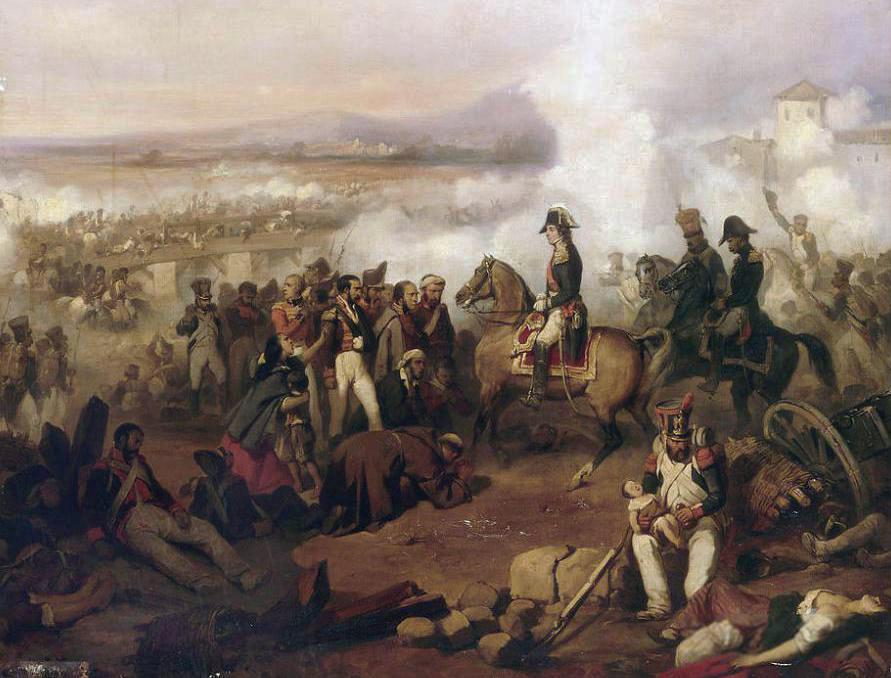
المارشال جان دي ديو سول في معركة بورتو الأولى.

حاولت فرنسا في عام 1807 إجبار البرتغال الانضمام إلى النظام القاري، وهو حظر تجاري ضد بريطانيا. عندما رفض الأمير البرتغالي جواو الانضمام، أرسل نابليون الجنرال جونو لغزو البرتغال في عام 1807، مما أدى إلى حرب شبه الجزيرة التي استمرت 6 سنوات. أضعفت الحرب جيش الإمبراطورية الفرنسية، لا سيما بعد أن تمردت القوات الاسبانية والمدنيين ضد فرنسا بعد إطاحة نابليون بالملك الاسباني. بعد الهزيمة الفرنسية في معركة بايلن، تولى نابليون قيادة القوات الفرنسية، وهزم الجيوش الاسبانية قبل أن يعود إلى فرنسا. قاد جان دو ديو سول البريطانيين من اسبانيا في معركة كورونا في يناير من عام 1809.
سيطرت المملكة الاسبانية العميلة لفرنسا في بداية عام 1809، التي حكمها جوزيف بونابرت شقيق نابليون، على جزء كبير من اسبانيا وشمال البرتغال. شنت القوات البريطانية والبرتغالية بقيادة آرثر ويلسلي هجمات جديدة منذ ربيع عام 1809. واصلت الجيوش النظامية الاسبانية بما في ذلك تلك التي يقودها الجنرالانيسميغيل ريكاردو دي ألافا وخواكين بليك، القتال ونشاط العصابات في الريف مما جعل العمليات الفرنسية خطرة. ظل هناك وجود فرنسي كبير يصل عدده إلى 250000 مقاتل في يونيو من عام 1809، في شبه الجزيرة على مدى فترة حرب التحالف الخامس.
أقنع الاحتلال النابليوني لحليفة فرنسا اسبانيا، الكثيرين في النمسا أن نابليون لا يمكن الوثوق به، وان إعلانيسالحرب هي الطريقة الوحيدة لمنعه من تدمير ملكية هابسبورغ. ألهم الفدائيون الاسبان المقاومة الشعبية ضد نابليون، وامل النمساويون أن الانشغال الفرنسي باسبانيا سيجعل من السهل هزيمة فرنسا.

### خطط نمسا للحرب
بعد هزيمة النمسا في الحرب عام 1805، أمضت الدولة ثلاث سنوات لإصلاح جيشها. بتشجيع من الأحداث في اسبانيا، سعت النمسا إلى مواجهة أخرى مع فرنسا للانتقام لهزائمها واستعادة الأراضي المفقودة والسلطة. افتقرت النمسا إلى الحلفاء في أوروبا الوسطى، وعقدت روسيا، حليفها الرئيسي في عام 1805، السلام مع نابليون في تيلسيت ودخلت في حروب مع حلفاء سابقين مثل بريطانيا في الحرب الإنجليزية الروسية (1807-1812)، والسويد في الحرب الفنلندية والدولة العثمانية في الحرب الروسية التركية (1806-1812). حصل الوزير النمساوي يوهان فيليب باساديون في أوائل عام 1809، على موافقة القيصر الروسي ألكسندر الأول على أن يتحرك الروس ببطء و«تجنب كل تصادم وكل عمل عدائي» خلال أي تقدم إلى النمسا. في الوقت نفسه، نصح الوزير الفرنسي شارل موريس تاليران الإسكندر سرًا بمقاومة فرنسا.  خلال حرب التحالف الخامس، ظلت روسيا محايدة على الرغم من أنها حليفة فرنسا.
كانت النمسا تأمل أن تساعدها بروسيا في الحرب مع فرنسا ولكن عملاء فرنسيين اعترضوا رسالة من الوزير البارون فون شتاين، يناقش فيها المفاوضات ونُشرت في الجريدة الرسمية لو مونيتور أونيفرسيل في 8 سيبتمبر. صادر نابليون مقتنيات شتاين في وستفاليا وضغط على فريديرك لطرده، ففر شتاين إلى المنفى في النمسا. في نفس اليوم الذي اكتُشف فيه شتاين، وافقت اتفاقية باريس على جدول زمني لانسحاب القوات الأجنبية من بروسيا، حيث كانت الحاميات الفرنسية موجودة منذ نهاية حرب التحالف الرابع. كان الانسحاب مرهونًا بدفع تعويضات ثقيلة بلغ مجموعها 140 مليون فرنك على مدى 30 شهرًا. كان الجيش البروسي محدود الحجم فقد وصل عدده إلى 42000 رجل، أي سدس مجموعه ما قبل الحرب. قيدت الاتفاقية بشدة قدرة الدولة البروسية على شن الحرب. على الرغم من هذه النكسة، أمل ستاديون أن تغير بروسيا رأيها، وأن يؤدي التقدم النمساوي إلى اتحاد الراين الذي تسيطر عليه فرنسا في ألمانيا إلى انتفاضات شعبية من شأنها أن تشتت الفرنسيين.
سحبت فرنسا 108000 جندي من ألمانيا، أي أكثر من نصف قوتها هناك، لتعزيز الجيوش الفرنسية في اسبانيا في أكتوبر من عام 1808. دعم هذا ستاديون المؤيد للحرب والذي كان فصيل في المحكمة النمساوية. استدعى ستاديون سفيره كليمنس فون مترنيش في باريس لإقناع الآخرين بدعم خطته وبحلول ديسمبر من عام 1808، أقنع الإمبراطور فرانسيس الأول بدعم الحرب. كان دعم فرانسيس مبدئيًا واتخذ قرار المضي في اجتماع 8 فبراير من عام 1809 الذي ضم كلًا من الإمبراطور والأرشيدوق كارل وستاديون. إن الوضع المالي الرديء الذي تعيشه الإمبراطورية (إذ لم يكن بوسعها سوى الإبقاء على جيشها على أرض الوطن حتى أواخر الربيع) سببًا في إلحاح القرار. اعترض شارل على احتمالات النجاح ولكنه قبل قرار فرانسيس بالاستعداد للحرب وحشد الجيش.
طلبت النمسا وبروسيا أن تمول بريطانيا حملاتها العسكرية وطلبت بعثة عسكرية بريطانية إلى ألمانيا. قدمت الخزانة البريطانية في أبريل من عام 1809، 20 ألف جنيه إسترليني كقرض لبروسيا، ووعدتها بأموال إضافية إذا بدأت بروسيا القتال مع فرنسا. تلقت النمسا 250000 جنيه إسترليني من الفضة، مع 1 مليون جنيه إسترليني كوعد للنفقات المستقبلية. رفضت بريطانيا إرسال قوات إلى ألمانيا لكنها وعدت برحلة استكشافية إلى البلدان المنخفضة وتجديد حملتها في اسبانيا. بعد أن قررت بروسيا ضد الحرب، تألف التحالف الخامس رسميًا من النمسا وبريطانيا والبرتغال واسبانيا وصقلية وسردينيا، على الرغم من أن النمسا شكلت غالبية الجهود القتالية.

### الجيش النمساوي والاستراتيجية

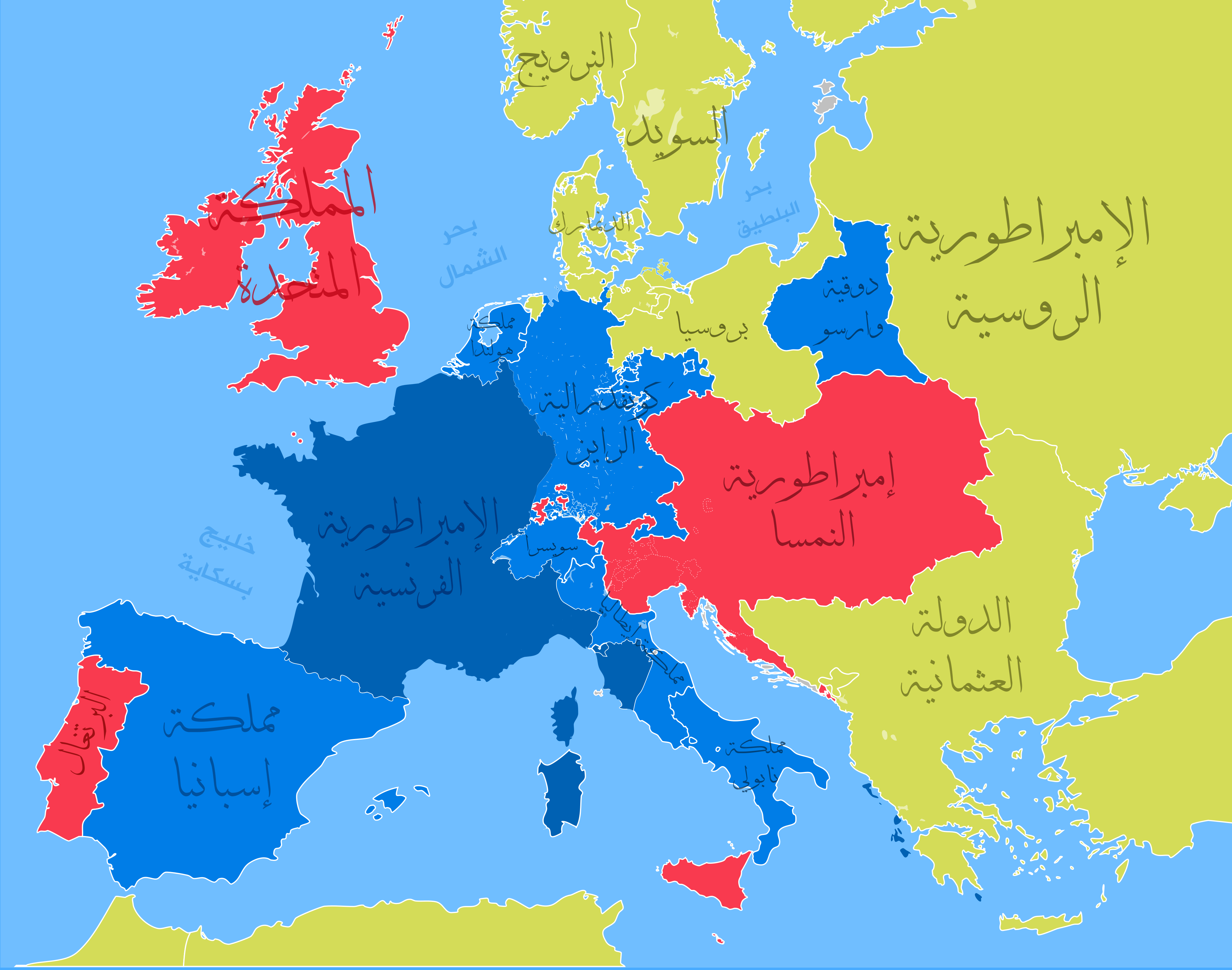
الوضع القائم في أوروبا عند اندلاع حرب التحالف الخامس. الإمبراطورية الفرنسية وتوابعها باللون الأزرق والتحالف الخامس باللون الأحمر.

بنت النمسا أضخم جيش في تاريخ البلاد، على الرغم من أن قدرته القتالية كانت قد أعاقتها عوامل عديدة. جُند الرجال في كافة أرجاء الإمبراطورية النمساوية وكان من بينهم نمساويون وهنغاريون وتشيكيون وبولنديون وكرواتيون وصرب، وبعضهم، من بينهم الهنغاريون، لم يكونوا مؤيدين متحمسين لحكامهم النمساويين. تركز التجنيد ضمن الطبقات الدنيى من المجتمع والجنود الخاصين، وكان معظم ضباط الصف، والعديد من الضباط الصغار أميين. كان الجيش مدربًا ضمن تشكيلات فيالق مجمعة أثبتت فاعلية ضد قوات الفرسان إلا أنها كانت عرضة لنيران المدفعية، الأمر الذي أعاق تقدم الجيش في بعض معارك الحملة. كان هناك اعتقاد أن قوات المشاة النظامية كانت أقل حنكة بكثير من أن تنال تدريبها خلال المناوشات، وهذا الدور كانت تشغله في الأحوال العادية وحدات المشاة الصغيرة الغرينزر، إلا أن قدرتهم انخفضت منذ أن انتهت النزاعات المحتملة مع الإمبراطورية العثمانية. عولج هذا النقص بشكل جزئي فقط عبر وحدات ياغر التطوعية التي كانت قد أنشئت حديثًا.
كان الهدف من إنشاء الميليشيات النمساوية، اللاندفير، أن تكون قوة دفاع محلية، إلا أنها حُركت لتقاتل إلى جانب الجيش الميداني. كانت تلك القوة مجهزة بأسلحة من الصف الثاني وضعيفة التدريب وكان محظورًا عليها قبول الضباط من الطبقات المالكة للأراضي، الأمر الذي أفضى إلى قيادة ضعيفة. وقد استخدمت في وقت لاحق في الحرب كعتاد للمدافع لحرف النيران الفرنسية. كانت قوات الفرسان النمساوية تتمتع بقدرات جيدة، على الرغم من إعاقة تقدمهم في العام 1809 نظرًا إلى أن عددًا كبيرًا من الخيول لم تكن مدربة سوى بشكل جزئي. لم تكن المدفعية فعالة كما كانت مدفعيات بعض الجيوش المعاصرة، وقد وضعت تحت تصرف قادة قوة المشاة في الميدان وكانت تفتقر إلى مدفعية الأحصنة الملائمة للقيام بمناورات سريعة. كان من المفترض أن يحصل الجيش النمساوي على إمدادات من قبل قافلة خيل ضخمة، وهو ما قيد قدرة الجيش على المناورة. وكان تعيين الضباط الكبار في الجيش يستند إلى خلفياتهم الأرستقراطية وأقدميتهم لا استنادًا إلى قدراتهم، وقد تسبب ذلك بوجود جنرالات متقدمين في السن، بمتوسط عمر يبلغ 63 سنة. ولم يكن القائد الميداني، الأرشيدوق تشارلز، قادرًا على تسريح أي من ضباطه. كان يفضل العقيدة على المرونة وكان يتوقع من جنرالاته أن يتبعوا دليلًا كان قد نشره في العام 1806.
كان هناك انقسام بين تشارلز ومجلس أوليك حول الاستراتيجية الأفضل للحرب المقبلة، فضل تشارلز شن هجوم من بوهيميا حيث كانت تتمركز القوات النمساوية وأن هجومًا قد يعزل الفرنسيين في شمالي ألمانيا بسرعة. لم يوافق مجلس أوليك على ذلك لأن نهر الدانوب كان سيفصل قوات تشارلز وشقيقه الأرشيدوق يوحنا النمساوي. واقترح المجلس أنه ينبغي شن الهجوم الرئيسي من جنوب نهر الدانوب للحفاظ على اتصال أكثر أمانًا بفيينا. في نهاية الأمر سادت مشيئة المجلس، إلا أن الخلاف أخّر تحضيرات النمساويين لشهر. كانت الخطة النمساوية تنص على أن يشن الفيلق الأول، الذي كان تعداده يبلغ 38 ألف جندي، تحت قيادة هيرنيش غراف فون بيليغارد والفيلق الثاني البالغ عدده 20 ألف جنديًا تحت قيادة جوهان كولورات، هجومًا على ريغينسبورغ (راتيسبون) من جبال بوهيميا مرورًا بمقاطعة شام. وكان ينبغي أن تتقدم قوات الوسط وقوات الاحتياط النمساوية، التي كانت يبلغ عددها 66 ألف مقاتل من فيلق هوهنزوليرن الثالث وفيلق روسنبيرغ الرابع وفيلق ليشتنشتاين الاحتياطي، نحو الهدف نفسه مرورًا بشاردينغ. وسيتحرك الجناح اليساري، الذي كان يتألف من الفيلق الخامس للأرشيدوق لويس والفيلق السادس لهيلر وفيلق كينماير الثاني الاحتياطي، وكان مجموع تعداده يبلغ 61 ألف رجل، باتجاه لاندسهوت لحماية خاصرة الجيش. وسيفتتح مسرحان آخران أيضًا في بولندا وإيطاليا. اعتبر المؤرخ ستيفن إينغلوند أن النمسا «لربما كانت ستنتصر في الحملة» لو صبت البلاد تركيزها على ألمانيا. 

### التحضيرات الفرنسية
تألف الجيش الفرنسي بشكل رئيسي من مقاتلين قدامى في الحملات الأقدم التي شنها نابليون، ولو أن التجنيدات الأخيرة شكلت أجزاءًا كبيرة ضمن بعض الوحدات، الأمر الذي انعكس سلبًا على قدراتهم القتالية. كان الجيش شديد الحماسة والتطلع إلى القتال بشراسة تحت قيادة نابليون المباشرة. لم يكن نابليون متيقنًا من الخطط والمقاصد النمساوية. فعاد إلى باريس من حملاته في إسبانيا في شتاء العام 1808-1809 وأبلغ القائد الميداني الفرنسي الأول في جنوبي ألمانيا، لويس ألكساندر برتييه، حول الانتشار والتمركزات المخطط لها على هذه الجبهة الثانية المحتملة. اشتملت أفكاره المضطربة حول الحملة القادمة المحتملة قرارًا بجعل وادي الدانوب المسرح الرئيسي للعمليات، كما كان قد فعل في عام 1805، وإيقاف القوات النمساوية التي من المحتمل أن تشن غزوًا في شمالي إيطاليا عبر تمركز بعض قواته الخاصة تحت قيادة يوجين دو بوارنيه وأوغست دو مارمون. أعطت معلومات خاطئة نابليون انطباعًا بأن الهجوم النمساوي الرئيسي سيأتي من شمال الدانوب. في 30 من شهر مارس، كتب نابليون رسالة إلى بيرثيير يشرح له نواياه في حشد 140 ألف جندي بالقرب من ريغينسبورغ في أقصى الشمال حيث كان النمساويون يخططون لشن هجومهم. كان من المتوقع أن إعادة انتشارهم سيستغرق إنجازها حتى منتصف شهر أبريل وأعلم نابليون بيرثيير انه في حال أتى الهجوم قبل منتصف نيسان فعليه أن ينسحب حتى نهر ليخ.

## الجبهة النمساوية البافارية

### النمسا تهاجم أولًا

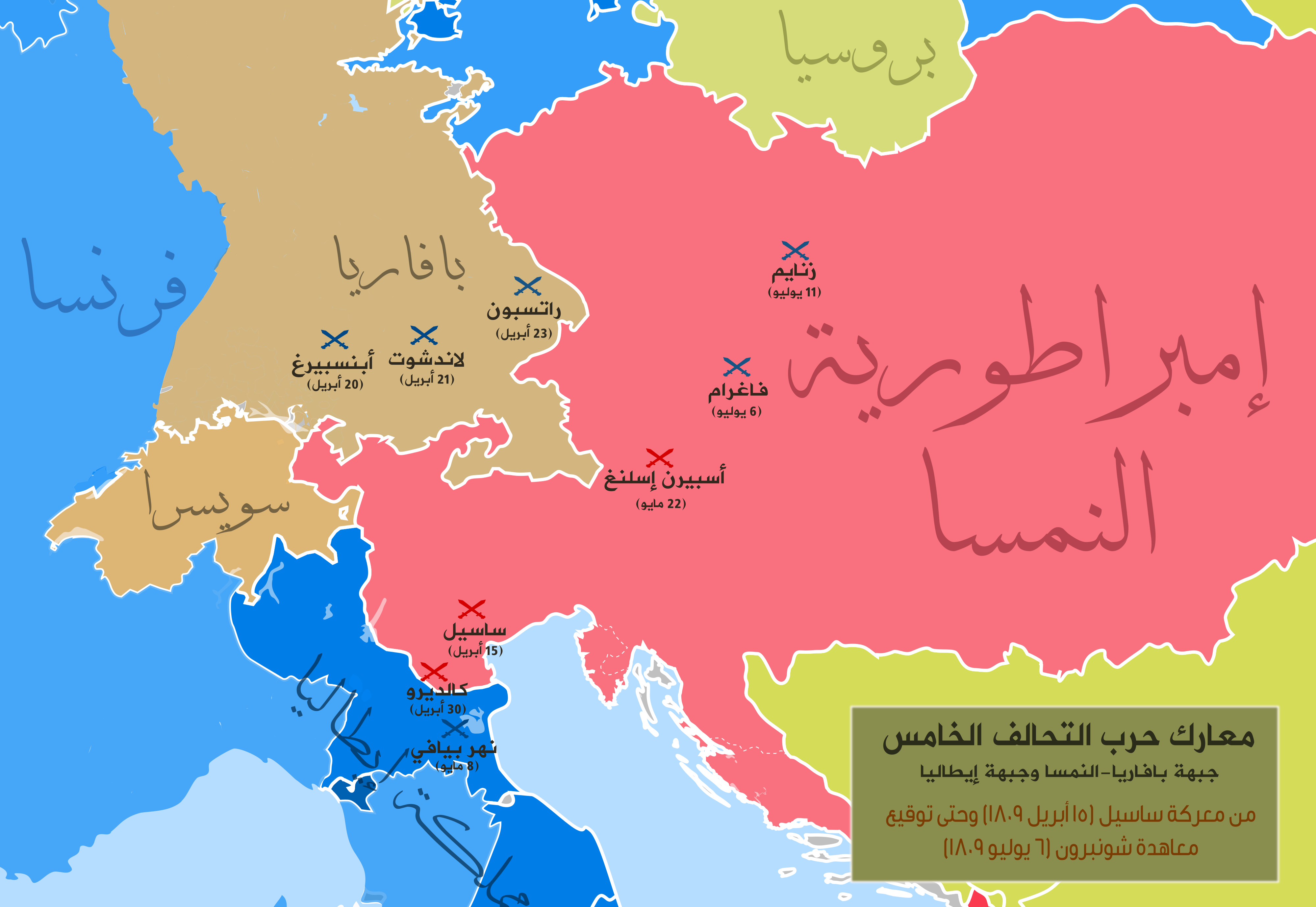
معارك حرب التحالف الخامس. باللون الأزرق انتصار فرنسي، وباللون الأحمر انتصار نمساوي.

كانت أولى مؤشرات هجوم نمساوي رسالة رسمية أرسلت من قبل الأرشيدوق تشارلز إلى المارشال الفرنسي فرانسوا جوزيف يفبفر في 9 أبريل. نصت الرسالة على أن تشارلز وصلته أوامر من فرانسيس لغزو بافاريا، وهي دولة فرنسية تابعة كانت تحت حكم ماكسيمليان الأول يوزف. في الصباح الباكر من يوم 10 أبريل، عبرت العناصر التي كانت تقود الجيش النمساوي نهر إن باتجاه بافاريا، دون أن يكون هناك إعلانيسرسمي للحرب. تسبب الطرقات السيئة والمطر المتجمد بإبطاء التقدم النمساوي خلال الأسبوع الأول، إلا أن القوات البافارية المعادية التابعة لفيلق ليفيبفر انسحبت بشكل تدريجي. انسحب فيلق دافوت الثالث باتجاه الغرب نحو إنغولشتات، منتظرًا أوامر بالتمركز إلى جانب قوات فرنسية أخرى. وقع الهجوم النمساوي قبل نحو أسبوع من توقعات نابليون، الأمر الذي أفسد الخطط الفرنسية. أمر نابليون بوجوب مواجهة هجوم نمساوي يُشن قبل 15 أبريل بتمركز فرنسي عام في محيط دوناوفورت وأوغسبورغ في الغرب، إلى أن أوامره وصلت بشكل متفرق ودون تسلسل وفُسرت بشكل سيئ من قبل بيرثيير الذي كان معتادًا على واجبات ضباط الأركان أكثر من اعتياده على القيادة الميدانية. ركز بيرثيير على جملة مبهمة تطلب من دافوت مركزة فيلقه الثالث في محيط ريغينسبيرغ «مهما حصل»، ومن المرجح أن نابليون أراد أن ينفذ هذا الأمر فقط في حال شن النمساويون هجومهم بعد 15 أبريل. في 14 أبريل أمر بيرثيير فيلق دافوت، إلى جانب فيلقي ليفيبفر وأودينو، بالتقدم نحو ريغينسبيرغ التي كان دافوت قد أخلاها للتو.
خلق التقدم والتراجع مسافة فاصلة تبلغ 75 ميلًا بين جناحي الجيش الألماني (121 كم) الذي انضم إليه شريط أمني رفيع من القوات البافارية. في اليوم نفسه، هزم الحرس النمساوي المتقدم البافاريين بالقرب من لاندسهوت وأمّن مكان عبور جيد عبر نهر إيسار بحلول المساء. خطط تشارلز لتدمير فيلقي دافوت وليفيبفر المنفصلين عبر تكتيك الكماشة. في 17 أبريل وصل نابليون إلى دونافورث وتولى القيادة من بيرثيير. وحين أدرك نابليون أن العديد من القوات النمساوية كان قد عبرت نهر إيزار وكانت تزحف نحو الدانوب، أصر على أن ينتشر الجيش الفرنسي بأكمله خلف نهر إيلم في معركة تطويق خلال 48 ساعة. كانت أوامر نابليون هذه غير واقعية لأنه استهان بعدد القوات النمساوية التي كانت تتجه نحو دافوت، واعتقد نابليون أن تشارلز لم يكن يمتلك سوى فيلق واحد على طول نهار إيسار، غير أن النمساويين كانت لديهم خمسة فيالق تتجه ريغينسبورغ، بتعداد يبلغ 80 ألف مقاتل.

### مناورة لاندشوت
توقع دافوت مواجهة قوات متفوقة عدديًا بشكل كاسح، فسحب معظم قواته تاركًا 2000 جندي من ريغينسبورغ. واجهت الأرتال النمساوية المتجهة شمالًا في إقليم كلهايم – باد أباخ أربعة أرتال من قوات دافوت التي كانت متجهة غربًا نحو نيوشتات في الساعات الأولى من يوم 19 أبريل. كانت الهجمات النمساوية بطيئة وغير منسقة، وصُدت بسهولة من قبل الفيلق الفرنسي الثالث المتمرس في القتال. علم نابليون بوقوع قتال في منطقة دافوت ورسم استراتيجية جديدة لهزيمة النمساويين: بينما يشن النمساويون هجومهم في الشمال، سيشن فيلق أندري ماسينا، المعزز بقوات أودينوت، هجومًا باتجاه الجنوب نحو فرايزينغ ولاندشوت أملًا بتهديد الخاصرة النمساوية وتخفيف الضغط على دافوت.
مُني الفيلق النمساوي الخامس بالهزيمة في معركة أبنزبيرغ، ما سمح بتقدم الفرنسيين. كان تخطيط نابليون مبنيًا على افتراضات خاطئة ما صعّب تحقيق أهدافه. تطلب تقدم ماسينا إلى لاندشوت وقتًا طويلًا، ليهرب هيلر جنوبًا نحو إيزار. كان جسر الدانوب، الذي يوفر مرورًا سهلًا إلى ريجنسبيرغ، لا يزال قائمًا، ما سمح للنمساويين بعبور النهر ومنع الفرنسيين من القضاء على قواتهم. كان النمساويون، بحلول 20 أبريل، قد تكبدوا 10000 بين قتيل وجريح وخسروا 30 مدفعًا و600 صندوق متفجرات و7000 مركبة أخرى، لكنهم كانوا لا يزالون قوة قتال ضاربة. إن كان تشارلز قد هاجم دافو، وقوام الجيش الفرنسي قرب لاندشوت، كان بإمكانه أن يقضي على فيلقه ثم يجهز على مؤخرة جيش نابليون. اختار تشارلز بدلا من ذلك أن يربض عند جسر ريجنسبيرغ والطريق المؤدي إلى شتراوبينغ وفيينا كطريق للانسحاب.
وصل مرسول من دافو إل نابليون في 21 أبريل يبلغه بمعركة تويغن هاوزن. ثبت دافو في موقعه رغم دعم نابليون له بنحو 36000 جندي في مواجهة 75000 نمساوي. قرر نابليون، عند علمه بعدم انسحاب تشارلز شرقًا، إعادة تشكيل محور جيش ألمانيا في عملية عُرفت لاحقًا باسم مناورة لاندشوت. هاجمت كل القوات الفرنسية، عدا 20000 بقيادة جان بابتيست بيسيير كانوا في طلب هيلر، إكمول لمحاصرة النمساويين ولتحرير رفاقهم المحاصرين. ترك تشارلز، في 22 أبريل، 40000 من قواته على رأسهم روزنبيرغ وهوهنتسولرن لمهاجمة دافو وليفيبفر، كما أمر كولوفرات ولختنشتاين بقيادة فيلقين والزحف على أباخ بهدف السيطرة الكاملة على ضفة النهر. بلغ نابليون ميدان المعركة عند الساعة 1:30 ظهرًا والمعركة في أوجها. وجه دافو بالهجوم على طول الخط رغم القلة العددية. نجحت كتيبة المشاة الخفيفة العاشرة في اقتحام قرية لويشلنغ والسيطرة على غابة أونتر لويشلنغ بعد تكبدها خسائر كبرى. وجه تشارلز، لإدراكه خطورة وجود قوات نابليون على ميسرته، بالانسحاب إلى ريغنسبيرغ، مسلمًا الميدان بذلك لفرنسا.
أرسل نابليون ماسينا لاحتلال شتراوبنغ لأنه ظن أن النمساويين قد ينسحبون عبر هذا الطريق. انسحب تشارلز برجاله على طول نهر الدانوب إلى ريغنسبيرغ تاركًا خلفه 6000 من جنوده في الحصن لمنع طلب الفرنسيين لهم. وجه نابليون العقيد جان لانيس بالهجوم على الحصن، الذي نجه في محاولته الثانية ليستولى على البلدة عند الخامسة مساءً في معركة راتسبون. زحف نابليون على فيينا لعلمه بوجود الجيش النمساوي في بوهيميا. حارب هيلر في سلسلة من المناوشات بغرض توفير الوقت لتحصين فيينا. جمع هيلر 40000 جندي عند جسر إبرسبرغ في الثاني من مايو، لكن ماسينا هجم على قواته هجومًا مكلفًا في الثالث من مايو لينسحب هيلر على طول الدانوب. تحرك تشارلز بقواته ليدافع عن فيينا لكن نابليون سبقه بقواته واستولى على المدينة في 13 مايو. انسحبت حامية المدينة شمال الدانوب ودمروا الجسور من خلفهم.

### أسبيرن إسلينغ
بلغ الجيش النمساوي الرئيسي بقيادة تشارلز مارشفيلد في 16 و17 مايو، وهو ميدان شمال شرق فيينا على الجهة الأخرى من الدانوب كان يُستخدم كميدان تدريب للقوات المسلحة النمساوية. أبقى تشارلز على معظم قواته بعيدًا عن ضفة النهر بغية تركيز قواته على النقطة التي قرر نابليون عبور النهر عندها. أبلغت قوات الاستطلاع تشارلز في العشرين من مايو بأن القوات الفرنسية تبني جسرًا عند كايزربيرسدورف، جنوب غرب جزيرة لوباو المؤدية إلى مارشفلد. علم تشارلز في 21 مايو بعبور القوات الفرنسية عند كايزربيرسدورف فأمر بتقدم قواته التي بلغت 98000 يصحبها 292 مدفعًا في خمسة ترتيبات عسكرية. ارتكز الجسر الفرنسي على قريتين هما أسبيرن غربًا وإسلنغ شرقًا. لم يتوقع نابليون صدامًا لذلك لم يكن الجسر محميًا بحسيكات، ما جعله عرضة للبوارج النمساوية المحترقة.
اندلعت معركة أسبيرن إسلنغ عند 2:30 ظهرًا يوم 21 مايو بهجوم أول ثلاثة تشكيلات على أسبيرن لكن الهجوم باء بالفشل بسبب انعدام التنسيق بينها، لكن الهجوم التالي تكلل بالنجاح في السيطرة على الجزء الغربي للقرية. لم يهاجم النمساويون إسلنغ حتى الساعة السادسة مساءً لأن التشكيلتين الرابعة والخامسة كان طريقهما طويلًا. استمر الفرنسيون في صد الهجمة تلو الأخرى على إسلنغ طوال اليوم. اندلع القتال مجددًا عند الساعة الثالثة صباحًا يوم 22 مايو، ليسيطر الفرنسيون على إسلنغ ثانية بعد أربع ساعات. تكون جيش نابليون من 71000 و152 مدفعًا على أحد جانبي النهر لكن قوات أعدائه فاقته في العدد والعدة. هجم نابليون بقوة على قلب الجيش النمساوي بهدف منح الفيلق الثالث فرصة لعبور النهر وتحقيق النصر. تحرك لانيسبثلاث كتائب مشاة ميلًا سابقًا النمساويين، بعد أن هجم تشارلز على الفرنسيين وأجبرهم على الانسحاب. تحطم الجسر الفرنسي عند التاسعة صباحًا مجددًا. هاجم تشارلز الفرنسيين مجددًا ونجح في الاستيلاء على أسبيرن، لكنه فشل في الاستيلاء على إسلنغ. عاد النمساويون بعد ساعة واحدة ونجحوا في الاستيلاء على إسلنغ كاملة ما عدا مخزن محصن. أمر نابليون جان راب قائد الحرس الإمبراطوري بدعم الانسحاب من المخزن، لكن راب عصى أوامره وهجم على النمساويين ونجح في طردهم من إسلنغ، الأمر الذي أشاد به نابليون لاحقًا. أدرك نابليون استحالة بناء جسره وأمر بالانسحاب. أصيب لانيسبقذيفة مدفعية إصابة قاتلة. انسحب الفرنسيون إلى لوباو تحت غطاء الليل بعد أن أحرقوا الجسر من خلفهم. حقق تشارلز أول هزيمة عسكرية في حياة نابليون العسكرية كما حقق أول قتل لأحد قادته، لكن قواته المنهكة لم يكن بمقدورها طلب الفرنسيين.

### فاغرام
استغرق نابليون ستة أسابيع بعد الهزيمة في أسبيرن إسلنغ ليخطط لعبور الدانوب من جديد. جهز الفرنسيون قوات أكبر ومدافع أكثر ورسموا خططهم الدفاعية لضمان نجاح العبور القادم. نجح الفرنسيون، بين 30 يونيو والأيام الأولى في يوليو، في عبور الدانوب بأكثر من 188000 يزحفون نحو النمساويين. اقتصرت محاولات صد الفرنسيين على كتائب نوردمان ويوهان فون كليناو، إذ كان الجيش النمساوي الرئيسي على بعد خمسة أميال (8 كيلومترات) عند قرية فاغرام. وجه نابليون بتقدم عام عند ظهر 5 يوليو. نجح هجوم مبكر لماسينا على الميسرة بالاستيلاء على ليوبولد وسوسنبرون لكن تقدم الفرنسيين توقف أمام الدفاعات النمساوية القوية.
خطط تشارلز في السادس من يوليو لعمل تطويق مزدوج يتطلب زحفًا سريعًا من قوات أخيه المتمركزة عدة كيلومترات شرق ميدان المعركة. خطط نابليون لتطويق ميسرة الجيش النمساوي بقوات دافو. بدأت قوات كليناو المعركة في اليوم الثاني عند الرابعة صباحًا بهجوم كاسح على ميسرة الجيش الفرنسي ليجبره على التخلي عن أسبيرن وإسلنغ. تحرك بيرنادوت في هذه الأثناء بقواته دون تنسيق من قرية أديركلا ليتجنب القصف المدفعي مضعفًا بذلك تمركز القوات الفرنسية. استشاط نابليون غضبًا وأرسل كتيبتين من قوات ماسينا مع قوة فرسان لإعادة السيطرة على القرية المحورية. بعد قتال مرير أرسل ماسينا قوات موليتور الاحتياطية ليستعيد الفرنسيون السيطرة على القرية ببطء، ليخسروها مجددًا بسبب القصف المدفعي العنيف. نظم نابليون 112 مدفعًا في قلب خطوطه، ثم نظم كتائب مكدونالد في شكل مستطيل أجوف تحركت نحو قلب الجيش النمساوي. تعرضت قوات مكدونالد لخسائر جسيمة لكنها نجحت في اختراق القوات النمساوية. بعد إضعاف القوات النمساوية في فاغرام ووصول الدعم ضد دافو، فشل أودينو في احتلال القرية وتقسيم الجيش النمساوي. بعدما علم تشارلز بصعوبة وصول أخيه في الموعد، وجه بالانسحاب عند الساعة 2:30 ظهرًا. انسحب النمساويون بتنظيم جيد، الجيش الرئيسي غربًا والميسرة شمالًا.
مُني الفرنسيون بخسائر فادحة نحو 32000 رجل، منهم نحو 40 لواء قتلوا أو جُرحوا، بينما مُني النمساويون بخسائر نحو 35000 رجل. تجددت أعمال القتال عند زنويمو في 10-11 يوليو. وقع تشارلز في 12 يوليو على معاهدة زنويمو، والتي أفضت إلى ماوضات سلام مطولة بين نابليون وميترنش.

## الجبهات الأخرى

### الجبهة الإيطالية
اشتبك الأرشيدوق جون في إيطاليا مع ابن أخ نابليون يوجين. صد النمساويون هجمات فرنسية متفرقة في معركة ساسيل في أبريل، أدت إلى تراجع يوجين إلى فيرونا ونهر آدجة. تمكن يوجين من تجميع قواته بينما كان جون يسحب قواته لدعم تشارلز. حقق جون النصر في 30 أبريل في معركة كالديرو لكنه أجبر على التراجع في وجه أفضلية يوجين الواضحة والتحركات على الجبهة النمساوية البافارية. مُني جون بالهزيمة في 8 مايو في معركة نهر بيافي وأجبر على الانسحاب من إيطاليا. انطلق يوجين في أثر جون داخل المجر حيث هزمه هزيمة نكراء في معركة راب. أرسل يوجين مكدونالد ليتقفى أثر جون وانضم إلى نابليون في فيينا بما تبقى من جيشه.
صد مارمونت ويوجين في الحملة الدلماطية هجومًا نمساويًا قاده اللواء شتويشيفش، ثم هجم مارمونت هجومًا مضادًا في الجبال في 30 أبريل لكن قوات غرنزر صدته. أدت الهجمات الفرنسية التالية في مايو إلى سلسلة من الانتصارات على القوات النمساوية المتفرقة. تمكن مارمونت بحلول نهاية الشهر من الزحف بكل قواته لينضم إلى الإمبراطور عند فيينا.

## وصلات خارجية
- The Fifth Coalition provides a brief description of the war.